# Franco Cristaldo
Franco Cristaldo (Morón, 15 augustus 1996) is een Argentijns voetballer die bij voorkeur als centrale middenvelder speelt. Hij staat onder contract bij Boca Juniors, waar hij doorstroomde vanuit de eigen jeugdopleiding.

## Clubcarrière
Cristaldo werd geboren in Morón en is een jeugdproduct van Boca Juniors. Op 17 november 2014 debuteerde hij in de Argentijnse Primera División in de uitwedstrijd tegen Arsenal de Sarandí. Hij speelde de volledige wedstrijd. Op 1 maart 2015 kreeg hij opnieuw de kans in de basiself in de thuiswedstrijd tegen Atlético de Rafaela. Na 78 minuten werd hij naar de kant gehaald voor Juan Manuel Martínez.